# Crap Farreras
Der Crap Farreras ⓘ (surmiran crap ‚Stein‘ und ferrera ‚Eisengrube‘) ist ein Berg südwestlich von Savognin im Kanton Graubünden in der Schweiz mit einer Höhe von 2227 m ü. M. Durch die Nähe zu den Bergbahnen der Savognin Bergbahnen ist er im Sommer ein einfach zu erreichender Berg. Ausserdem befindet sich der Skilift Naladas nur ca. 110 m nördlich des Crap Farreras, wodurch der Berg auch im Winter ohne grossen Aufwand erreicht werden kann. Auf der Kulmination befindet sich ein Grill mit zur Verfügung stehendem Brennholz, ein Fernrohr, wo die Namen der umliegenden Gipfel eingeblendet werden, eine Terrasse mit Esstisch und Bänke sowie ein Fahnenmast mit Gipfelbuch. Auf der Südostseite befindet sich ein kleiner Klettergarten mit einigen markierten Routen.

## Lage und Umgebung
Der Crap Farreras ist eine Schulter des Piz Martegnas-Südostrates. Er gehört zur Piz Curvér-Gruppe, einer Untergruppe der Oberhalbsteiner Alpen und befindet sich auf Gemeindegebiet von Surses.
Zu den Nachbargipfeln gehören neben dem Piz Martegnas der Piz Bovs, der Piz Cartas, der Crest’Ota, der Piz Mez und der Piz Arlos.
Der am weitesten entfernte sichtbare Punkt (46° 49′ 3″ N, 9° 48′ 27,9″ O) vom Crap Farreras befindet sich auf dem Grat zwischen dem Schiahorn und dem Chlein Schiahorn nordwestlich von Davos und ist 33,9 km entfernt.
Der Berg befindet sich mitten im Skigebiet der Savognin Bergbahnen. Nordwestlich des Gipfels befindet sich die Bergstation des Skilifts Naladas. 200 m nördlich befindet sich ein zur Kuhalp Alp Naladas gehörender Melkstall. Auf der Südostflanke befindet sich ein kleiner Klettergarten.
Talorte sind Riom und Parsonz. Häufige Ausgangspunkte sind die Bergstation der Gondelbahn Somtgant oder Tigia.

## Routen zum Gipfel
Eine Alpstrasse führt bis 30 m vor dem Gipfel.

### Von Somtgant
- Ausgangspunkt: Somtgant (2103 m), die Bergstation der Gondelbahn der Savognin Bergbahnen
- Via: Colms da Parsonz
- Schwierigkeit: T1, B
- Zeitaufwand: ½ Stunden

### Von Tigia
- Ausgangspunkt: Tigia (1846 m)
- Via: Alp Naladas (2011 m)
- Schwierigkeit: T1, B
- Zeitaufwand: 1¼ Stunden

## Galerie

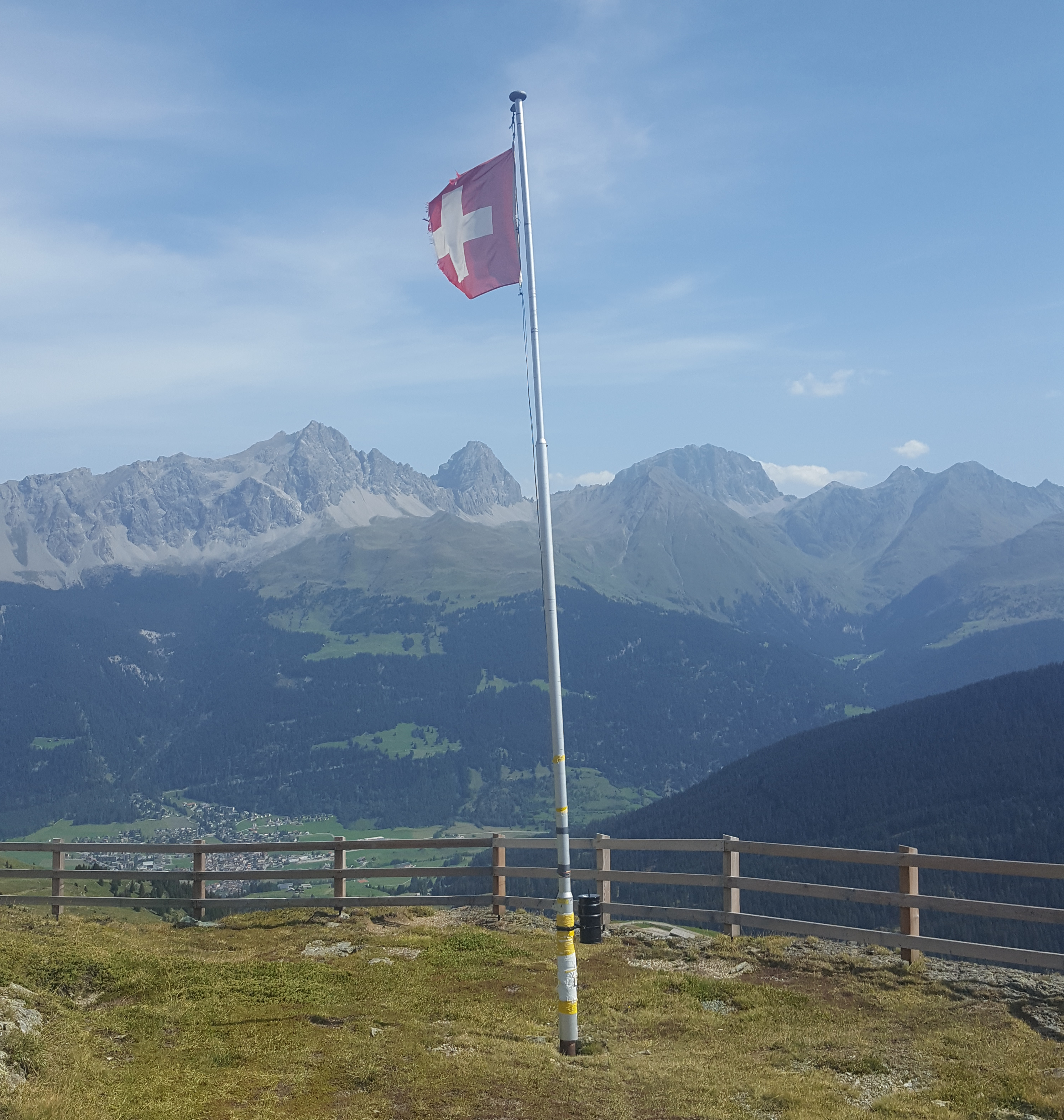
Fahnenmast mit Behältnis für das Gipfelbuch auf dem Crap Farreras.
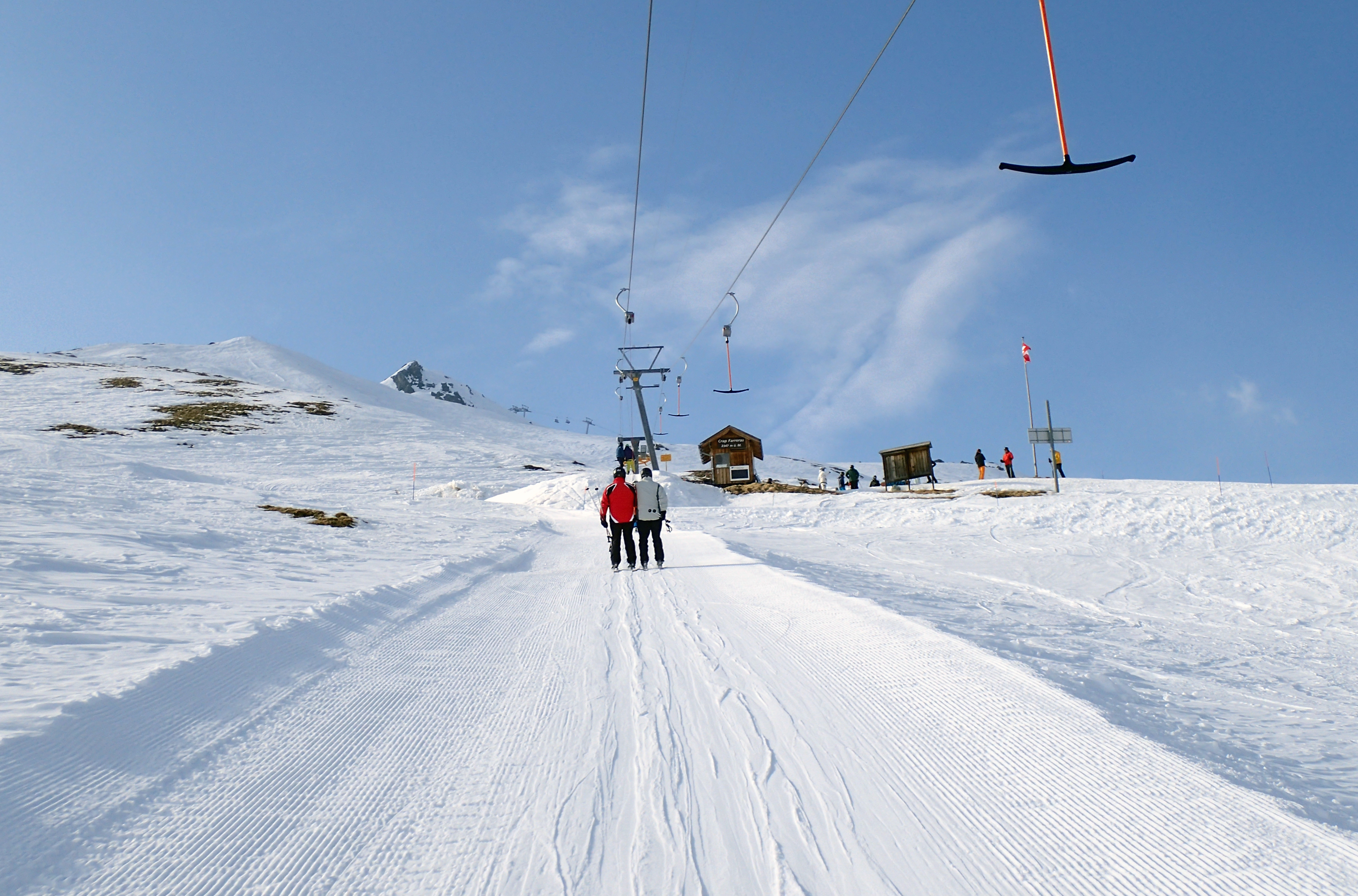
Bergstation des Skilifts Naladas der Savognin Bergbahnen, die sich wenig nordwestlich des Gipfels befindet.
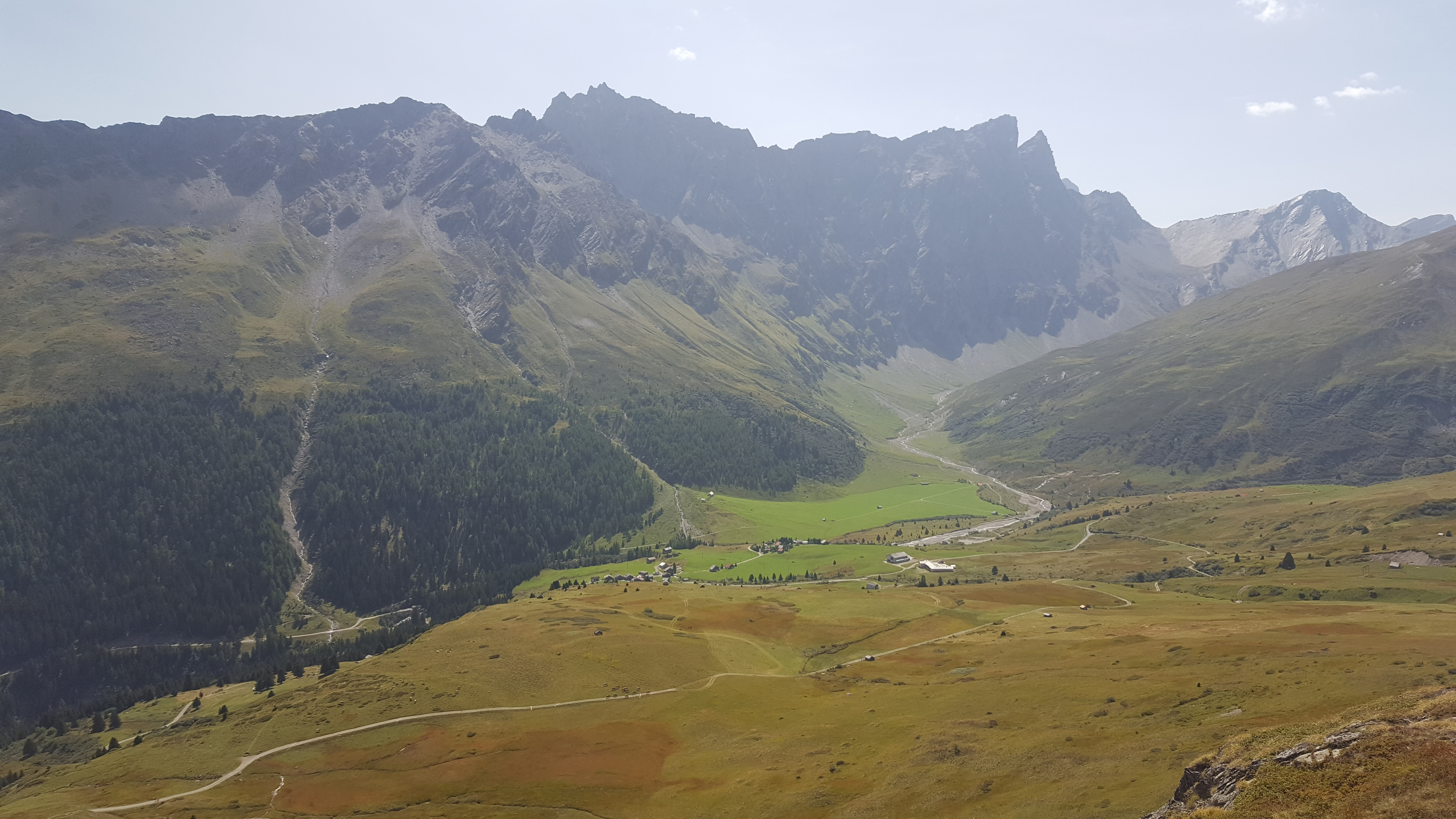
Blick nach Süden über Radons, im Hintergrund v. l. n. r. Piz Arblatsch, Piz Forbesch, Piz Platta und Piz Cagniel.